# Ahmed Abdul-Malik
Ahmed Abdul-Malik (Brooklyn, 1927. január 30. – Long Branch, 1993. október 2.) amerikai nagybőgős és oud játékos volt.
Abdul-Malik többek között Art Blakey, Earl Hines, Randy Weston és Thelonious Monk bőgőse volt.

## Pályafutása
Állítása szerint Abdul-Malik apja Szudánból származott, és onnan költözött az Amerikai Egyesült Államokba. Robin Kelley történész kutatása azonban azt mutatja, hogy Abdul-Malik karibi bevándorlók gyermekeként született, és megváltoztatta születési nevét; valójában Jonathan Tim, jr. gyermekeként született 1927. január 30-án, akik három évvel korábban vándoroltak be Amerikába Brit Nyugat-Indiából.
Abdul-Malikok hegedülni tanította az apja (aki csak egy egyszerű kőműves, vakoló volt). Ahmed Abdul-Malik a High School of Music & Artra járt, ahol hegedülni, majd zongorázni, csellózni, bőgőzni és tubázni is tanult. Diplomázott a High School of Music & Arton.
Szülei az 1930-as évek végén elváltak.
Abdul-Malik hegedű- és brácsástudása révén helyet kapott az All-City Orchestra-ban. Az 1950-es évek közepétől az 1960-as évek közepéig volt a legaktívabb. Fél tucat albumot rögzített, amelyekről úgy tartják, hogy a dzsessz üdítő fúzióját tartalmazzák az arab és afrikai zenével. Ebben az időben azt írta a szaksajtó róla, hogy mint kimagaslóan jelentős hard bop basszusgitáros.
Oud-játékosként Dél-Amerikában turnézott és fellépett egy afrikai jazzfesztiválon is Marokkóban. Az 1970-es évektől a NYU és a Brooklyn College oktatója volt.

## Albumok
- 1958: Jazz Sahara with Johnny Griffin
- 1959: East Meets West
- 1961: The Music of Ahmed Abdul-Malik
- 1962: Sounds of Africa
- 1963: The Eastern Moods of Ahmed Abdul-Malik
- 1964: Spellbound (Status) with Ray Nance & Seldon Powell
- 2003: Jazz Sounds of Africa